# Болховитинова, Мария Александровна
Мария Александровна Болховитинова (27 мая [8 июня] 1877, Москва — 20 октября 1957, Москва) — русский и советский геолог, палеонтолог и стратиграф. Первая женщина-профессор в МГРИ (1935), заведующая кафедрой палеонтологии МГРИ (1938—1957), кавалер ордена Ленина (1952).

## Биография
Родилась 27 мая (8 июня) 1877 года в Москве в семье купца.
В 1897 году окончила Мариинское епархиальное женское училище.
Захотела учиться дальше, но отец воспротивился этому, и она ушла из дому. Давала частные уроки, занималась самообразованием. В 1902 году сдала экзамен на учительницу французского языка. В 1907 году изучала английский язык на курсах при Обществе воспитательниц и учительниц и в том же году поступила в Народный университет им. А. Л. Шанявского на геологическое отделение, которое успешно закончила в 1911 году, получив должность ассистента на кафедре геологии.
Под руководством профессора А. П. Иванова начала изучать Подмосковный угольный бассейн.
В 1912—1916 годах училась на Московских высших женских курсах (на Физико-математическом факультете, по отделению естественных наук).
В 1911—1916 годах проводила сборы каменноугольной фауны Московской губернии для Подольского естественноисторического музея графини Е. П. Шереметевой, описала губки; в 1928 году принимала участие в обработке каменноугольной фауны, собранной Уральской Журавлинской экспедицией; изучение этой фауны позволило установить возраст слоёв горы Журавлинка; впервые исследовала эмбриональные стадии развития брахиопод. В 1929 году занималась выяснением стратиграфии тульских слоёв Подмосковного бассейна; в результате опубликовала работу по гигантеллам, установила их стратиграфическое и палеонтологическое значение и особенности их экологии. В 1931 году проводила палеонтологическую обработку керна из Московской скважины на Большой Ордынке. 
В 1918 году М. В. Павлова пригласила её занять место ассистента при вновь учрежденной кафедре палеонтологии в Первый МГУ.
В 1919 году профессор А. Н. Рябинин пригласил её в Московскую горную академию для чтения курса лекций «Введение в палеонтологию», «Палеонтология позвоночных» и проведения практических занятий.
Провела геологические исследования в области развития кристаллических пород на западном берегу Онежского озера (1914), в окрестностях города Александровска (1925). Собрала девонскую фауну на Андомской горе (1914); на Мурманской биологической станции.
В 1929 году начала читать основной курс палеонтологии в Московском университете.
Весной 1930 года её назначили начальником Московской геолого-разведочной партии Угольного института, работами которой она руководила два года.
В 1930 году при реорганизации высшего геологического образования переходит в Московский геологоразведочный институт в звании доцента, а с 1935 года — профессора палеонтологии. В 1938 году — заведующая кафедрой палеонтологии.
В 1935 году ВАК присвоил ей степень кандидата геолого-минералогических наук, без публичной защиты диссертации.
Создала палеонтологический кабинет в Московской горной академии. Участвовала в обработке материала, когда бурились скважины под Дворец Советов, проходились стволы метрополитена. Коллекции, ею собранные, составляют гордость Палеонтологического музея АН России.
В 1935, 1942 и 1943 годах обрабатывала фауну Монгольской экспедиции. В последующие годы занималась обработкой фауны карбона Казахстана; ею изучены визейские мшанки, выяснено их значение для стратиграфии ряда районов Казахстана. 
Скончалась 20 октября 1957 года в Москве, похоронена на Ваганьковском кладбище (11 уч.).

## Семья
Семья жила в имении в деревне Сидоровское (Московская область) в 3-х километрах от Голицыно.
- Сестра — [уточнить]

## Награды и премии
- [уточнить] — Медаль «За трудовое отличие»
- 1943 — Медаль «За оборону Москвы»
- 1946 — Медаль «За доблестный труд в Великой Отечественной войне 1941—1945 гг.»
- 1952 — Орден Ленина, за выслугу лет и безупречную работу в высшей школе[5].

## Членство в организациях
- Московское общество испытателей природы, геологического отделение.
- Общество любителей естествознания, антропологии и этнографии, геологического отделение.